# Suzuka Circuit
Okruh Suzuka (japonsky 鈴鹿国際レーシングコース, Suzuka Kokusai Résingu Kósu) je závodní okruh, který se nachází v Japonsku ve městě Suzuka, které leží asi 80 km jihozápadně od Nagoji. Od roku 1987 se zde pravidelně pořádá Grand Prix Japonska Formule 1, pouze v letech 2007 a 2008 se závod přesunul na okruh do Fudži.

## Historie
Okruh byl vybudován v roce 1962 jako první opravdový závodní okruh v Japonsku. Je specifický tím, že má tvar číslice 8 a jde o jediný okruh seriálu F1, v němž existuje mimoúrovňové křížení.

## Popis
Okruh začíná úsekem zvaným esíčka, což je kombinace několika pravých a levých zatáček, která je jezdecky velice náročná a klíčová pro dosažení dobrého času. Po průjezdu vracečkou se jezdci dostávají do úseku zvaného Spoon (lžíce).
Za ním následuje rovinka, která je ukončená zatáčkou 130R. Tato zatáčka je velmi rychlá, jezdí se téměř na plný plyn. Její název plyne z poloměru této zatáčky (tj. 130 metrů). V této zatáčce se stalo již několik vážných havárií, např. Allan McNish v roce 2002 s vozem Toyota nebo několik havárií v roce 2009 při návratu okruhu do seriálu F1.
U výjezdu z této zatáčky přišel o život v závodě Moto GP v roce 2003 jezdec Daidžiró Kato. Od té doby se zde už závody této série nejezdí.

## Formule 1
| No. | Rok  | Jezdec             | Konstruktér | Motor      | Pneu | Čas           | Délka kola | Počet kol | Rychlost     | Datum       |
| --- | ---- | ------------------ | ----------- | ---------- | ---- | ------------- | ---------- | --------- | ------------ | ----------- |
| 1   | 1987 | Gerhard Berger     | Ferrari     | Ferrari    | G    | 1:32:58,072 h | 5,859 km   | 51        | 192,847 km/h | 1. listopad |
| 2   | 1988 | Ayrton Senna       | McLaren     | Honda      | G    | 1:33:26,173 h | 5,859 km   | 51        | 191,880 km/h | 30. říjen   |
| 3   | 1989 | Alessandro Nannini | Benetton    | Ford       | G    | 1:35:06,277 h | 5,859 km   | 53        | 195,907 km/h | 22. říjen   |
| 4   | 1990 | Nelson Piquet      | Benetton    | Ford       | G    | 1:34:36,824 h | 5,859 km   | 53        | 196,923 km/h | 21. říjen   |
| 5   | 1991 | Gerhard Berger     | McLaren     | Honda      | G    | 1:32:10,695 h | 5,864 km   | 53        | 202,298 km/h | 20. říjen   |
| 6   | 1992 | Riccardo Patrese   | Williams    | Renault    | G    | 1:33:09,553 h | 5,864 km   | 53        | 200,168 km/h | 25. říjen   |
| 7   | 1993 | Ayrton Senna       | McLaren     | Ford       | G    | 1:40:27,912 h | 5,864 km   | 53        | 185,612 km/h | 24. říjen   |
| 8   | 1994 | Damon Hill         | Williams    | Renault    | G    | 1:55:53,532 h | 5,864 km   | 50        | 151,796 km/h | 6. listopad |
| 9   | 1995 | Michael Schumacher | Benetton    | Renault    | G    | 1:36:52,930 h | 5,864 km   | 53        | 192,476 km/h | 29. říjen   |
| 10  | 1996 | Damon Hill         | Williams    | Renault    | G    | 1:32:33,791 h | 5,864 km   | 52        | 197,656 km/h | 13. říjen   |
| 11  | 1997 | Michael Schumacher | Ferrari     | Ferrari    | G    | 1:29:48,446 h | 5,860 km   | 53        | 207,497 km/h | 12. říjen   |
| 12  | 1998 | Mika Häkkinen      | McLaren     | Mercedes   | B    | 1:27:22,789 h | 5,864 km   | 51        | 205,355 km/h | 1. listopad |
| 13  | 1999 | Mika Häkkinen      | McLaren     | Mercedes   | B    | 1:31:18,785 h | 5,864 km   | 53        | 204,086 km/h | 31. říjen   |
| 14  | 2000 | Michael Schumacher | Ferrari     | Ferrari    | B    | 1:29:53,435 h | 5,864 km   | 53        | 207,316 km/h | 8. říjen    |
| 15  | 2001 | Michael Schumacher | Ferrari     | Ferrari    | B    | 1:27:33,298 h | 5,859 km   | 53        | 212,665 km/h | 14. říjen   |
| 16  | 2002 | Michael Schumacher | Ferrari     | Ferrari    | B    | 1:26:59,698 h | 5,821 km   | 53        | 212,645 km/h | 13. říjen   |
| 17  | 2003 | Rubens Barrichello | Ferrari     | Ferrari    | B    | 1:25:11,740 h | 5,807 km   | 53        | 216,612 km/h | 12. říjen   |
| 18  | 2004 | Michael Schumacher | Ferrari     | Ferrari    | B    | 1:24:26,985 h | 5,807 km   | 53        | 218,525 km/h | 10. říjen   |
| 19  | 2005 | Kimi Räikkönen     | McLaren     | Mercedes   | M    | 1:29:02,212 h | 5,807 km   | 53        | 207,267 km/h | 9. říjen    |
| 20  | 2006 | Fernando Alonso    | Renault     | Renault    | M    | 1:23:53,413 h | 5,807 km   | 53        | 219,983 km/h | 8. říjen    |
|     |      |                    |             |            |      |               |            |           |              |             |
| 21  | 2009 | Sebastian Vettel   | Red Bull    | Renault    | B    | 1:28:20,443 h | 5,807 km   | 53        | 208,900 km/h | 4. říjen    |
| 22  | 2010 | Sebastian Vettel   | Red Bull    | Renault    | B    | 1:30:27,323 h | 5,807 km   | 53        | 203,949 km/h | 10. říjen   |
| 23  | 2011 | Jenson Button      | McLaren     | Mercedes   | P    | 1:30:53,427 h | 5,807 km   | 53        | 203,171 km/h | 9. říjen    |
| 24  | 2012 | Sebastian Vettel   | Red Bull    | Renault    | P    | 1:28:56,242 h | 5,807 km   | 53        | 207,430 km/h | 7. říjen    |
| 25  | 2013 | Sebastian Vettel   | Red Bull    | Renault    | P    | 1:26:49,301 h | 5,807 km   | 53        | 212,123 km/h | 13. říjen   |
| 26  | 2014 | Lewis Hamilton     | Mercedes    | Mercedes   | P    | 1:51:43,021 h | 5,807 km   | 44        | 137,065 km/h | 5. říjen    |
| 27  | 2015 | Lewis Hamilton     | Mercedes    | Mercedes   | P    | 1:28:06,508 h | 5,807 km   | 53        | 209,381 km/h | 27. září    |
| 28  | 2016 | Nico Rosberg       | Mercedes    | Mercedes   | P    | 1:26:43,333 h | 5,807 km   | 53        | 216,655 km/h | 9. říjen    |
| 29  | 2017 | Lewis Hamilton     | Mercedes    | Mercedes   | P    | 1:27:31,193 h | 5,807 km   | 53        | 210,789 km/h | 8. říjen    |
| 30  | 2018 | Lewis Hamilton     | Mercedes    | Mercedes   | P    | 1:27:17,062 h | 5,807 km   | 53        | 211,358 km/h | 7. říjen    |
| 31  | 2019 | Valtteri Bottas    | Mercedes    | Mercedes   | P    | 1:21:46,755 h | 5,807 km   | 52        | 221,326 km/h | 13. říjen   |
|     |      |                    |             |            |      |               |            |           |              |             |
| 32  | 2022 | Max Verstappen     | Red Bull    | RBPT       | P    | 3:01:44,004 h | 5,807 km   | 28        | 53,583 km/h  | 9. říjen    |
| 33  | 2023 | Max Verstappen     | Red Bull    | Honda RBPT | P    | 1:30:58,421 h | 5,807 km   | 53        | 202,786 km/h | 24. září    |
| 34  | 2024 | Max Verstappen     | Red Bull    | Honda RBPT | P    | 1:54:23,566 h | 5,807 km   | 53        | 162,852 km/h | 7. duben    |
| 35  | 2025 | Max Verstappen     | Red Bull    | Honda RBPT | P    | 1:22:06,983 h | 5,807 km   | 53        | 224,879 km/h | 6. duben    |

## Verze okruhu

Trať od roku 1987
Trať od roku 1991
Trať od roku 2000
Trať v roce 2002
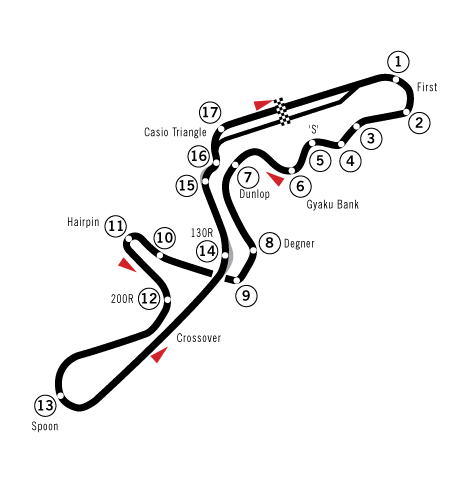
Trať od roku 2003